# 한-바나흐 정리
함수해석학에서 한-바나흐 정리(Hahn-Banach定理, 영어: Hahn–Banach theorem)는 열선형 함수에 대하여 지배당하는, 부분적으로 정의된 선형함수를 공간 전체로 확장시킬 수 있다는 정리다.

## 정의
실수 벡터 공간 {\displaystyle V} 위의 열선형 함수(劣線型函數, 영어: sublinear function)는 다음 두 조건을 만족시키는 함수 {\displaystyle f\colon V\to \mathbb {R} }이다.
- (동차성) 임의의 {\displaystyle \gamma \in \mathbb {R} ^{+}}와 {\displaystyle v\in V}에 대하여, {\displaystyle f(\gamma v)=\gamma f(v)}
- (준가법성) 임의의 {\displaystyle u,v\in V}에 대하여, {\displaystyle f(u+v)\leq f(u)+f(v)}

예를 들어, {\displaystyle V}의 모든 반노름이나 노름은 열선형 함수이다.
실수 벡터 공간 {\displaystyle V}의 부분 벡터 공간 {\displaystyle U\subset V} 위에 정의된 선형함수 {\displaystyle \phi \colon U\to \mathbb {R} }가 열선형 함수 {\displaystyle f\colon V\to \mathbb {R} }에 대하여 지배당한다고 하자. 즉,
{\displaystyle \phi (u)\leq f(u)\qquad \forall u\in U}
라고 하자. 그렇다면, 한-바나흐 정리에 따라, {\displaystyle \phi }를 같은 열선형 함수에 지배당하는, {\displaystyle V} 전체에 정의된 선형함수 {\displaystyle {\tilde {\phi }}}로 확장시킬 수 있다. 즉, 다음 두 조건을 만족시키는 선형함수 {\displaystyle {\tilde {\phi }}\colon V\to \mathbb {R} }가 존재한다.
- {\displaystyle \phi (u)={\tilde {\phi }}(u)\qquad \forall u\in U}
- {\displaystyle {\tilde {\phi }}(v)\leq f(v)\qquad \forall v\in V}

다만, 이러한 확장은 일반적으로 유일하지 않다.

## 역사
1920년대 말에 이 정리를 독립적으로 증명한 오스트리아의 수학자 한스 한(Hans Hahn)과 폴란드의 수학자 스테판 바나흐(Stefan Banach)의 이름이 붙어 있다. 역사적으로, 1912년에 오스트리아의 에두아르트 헬리가 정리의 특수한 경우를 증명하였고, 헝가리 수학자 리스 머르첼이 1923년 한-바나흐 정리를 유도할 수 있는 일반적인 리스 확장정리를 증명하였다.

## 같이 보기
- 리스 확장정리
- 초평면 분리정리